# Drosophila swezeyi
Drosophila swezeyi är en tvåvingeart som beskrevs av Elmo Hardy 1965. Drosophila swezeyi ingår i släktet Drosophila och familjen daggflugor.
Artens utbredningsområde är Hawaii.